# 리모컨

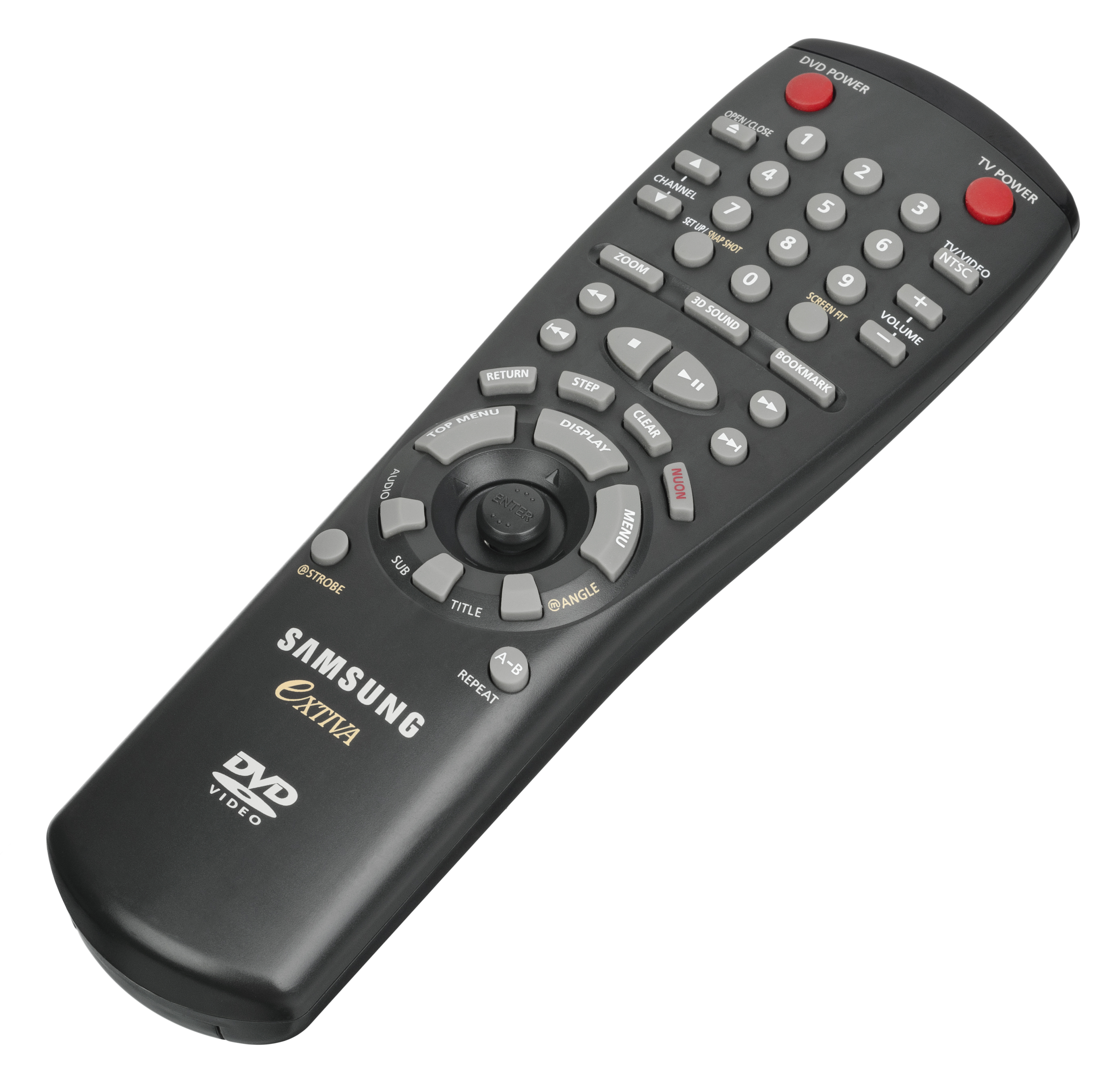
Samsung Nuon N2000 텔레비전 및 DVD 리모컨

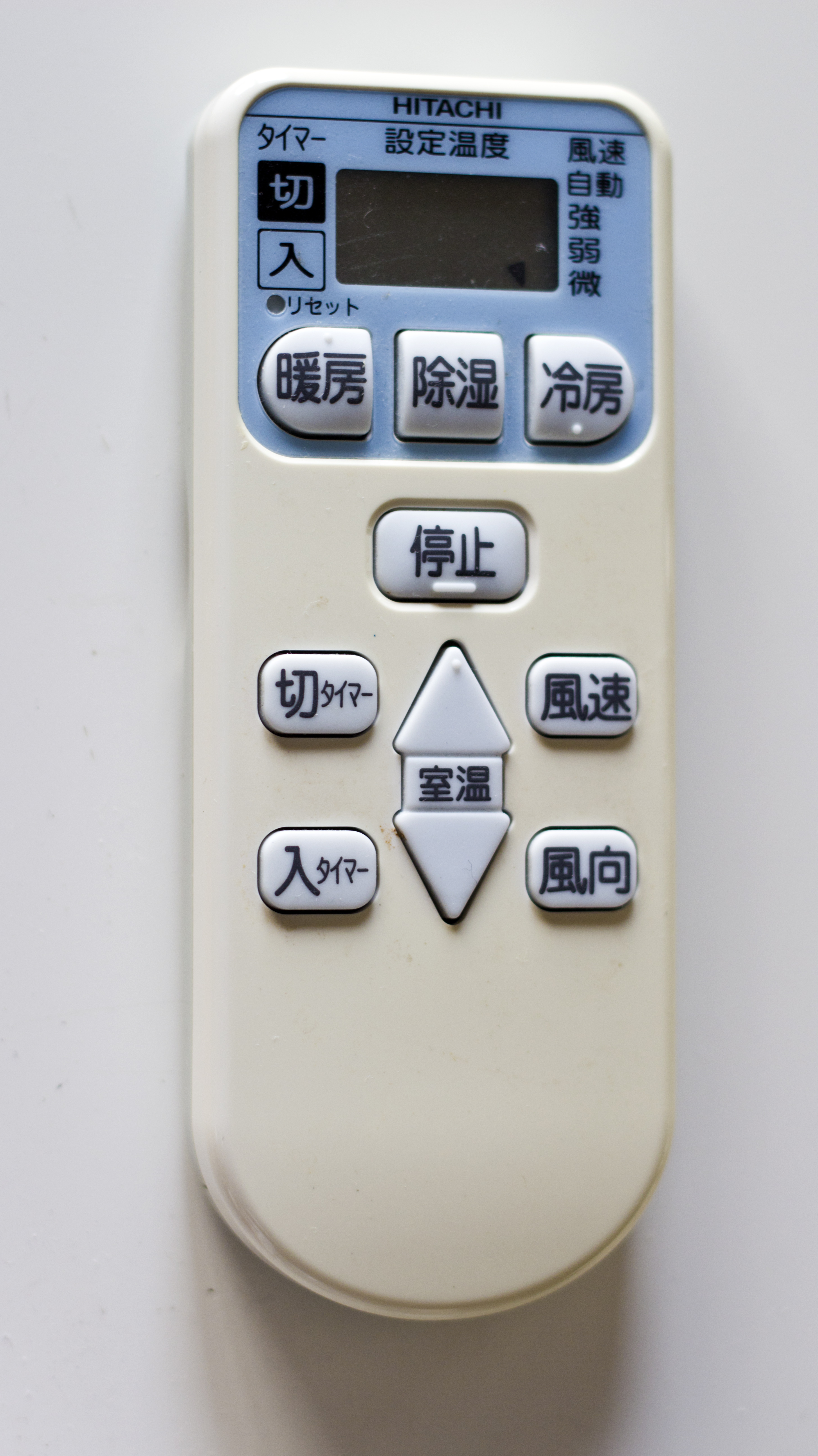
에어컨 유닛 리모컨

전자공학에서 리모컨(← remote control, clicker, 문화어: 먼거리조종기) 또는 원격 조정기(遠隔調整機)는 멀리 떨어져 있는 기기나 기계의 원격 제어에 쓰이는 전자 장치로써 텔레비전, 라디오, 오디오 장비를 제어하는 데 주로 쓰이며 휴대용 오디오 기기를 조작하는 유선 장치도 리모컨이라고 불린다. 1893년 니콜라 테슬라가 리모컨의 첫 본보기 가운데 하나를 제공하였음이 테슬라 특허, 곧 미국 특허 613,809 보관됨 2018-01-10 - 웨이백 머신에 서술되어 있다. 드론을 작동시키고 제어하는 장치도 일종의 리모컨이다. 리모컨이라는 낱말은 리모트 컨트롤(remote control)의 일본어식 줄임말이다.

## 역사
1894년, 먼 거리에서 무선으로 조정하는 예는 영국의 물리학자 올리버 로지가 시연하는 동안 있었는데, 여기서 그는 코히러를 이용하여 전자기파가 인공으로 발생될 때 거울 검류계가 광선을 움직였다.

## 원격조정기
비행기 모형이나 자동차 모형같은 소형화된 장치를 원격으로 조정하는 RC나 게임기등에서 플레이를 위한 조이스틱역시 RC의 중요한 형태이다.
|              |          |
| 무선조정장치 | 조이스틱 |

## 여러 가지 리모컨

텔레비전, VHS, DVD 기기를 위한 11개의 다양한 리모컨이 여기에 있다.

## 같이 보기
- 애플
- 키넥트
- 플레이스테이션 무브
- 무선조종